# Immunité (domaine)
Pour les articles homonymes, voir Immunité.
Les immunités désignaient, au Moyen Âge, des domaines publics à l’intérieur desquels les agents publics ordinaires (dépendant directement ou indirectement du roi) ne pouvaient pénétrer.
Ces terres se plaçaient sous la juridiction directe du souverain, qui déléguait expressément un missus pour contrôler la gestion. 
Le plus souvent, ces terres étaient concédées à des abbayes, et le titulaire de la charge d’abbé est alors abbé immuniste.
Lors de la dissolution de la monarchie carolingienne, entre les IXe et Xe siècles, les titulaires de grands commandements se sont arrogé le contrôle de ces terres immunistes, par le biais des abbatiats laïcs, et en ont fait la base de leur puissance face au pouvoir royal.